# 庫佐瓦托沃區
53°32′47″N 47°41′01″E / 53.54639°N 47.68361°E
庫佐瓦托沃區（俄语：Кузоватовский район），是俄羅斯的一個區，位於該國西南部，由烏里揚諾夫斯克州負責管轄，面積2,098平方公里，2010年人口22,377，人口密度每平方公里10.67人。